# Neungju-myeon
Neungju-myeon (koreanska: 능주면) är en socken i kommunen Hwasun-gun i provinsen Södra Jeolla i den södra delen av Sydkorea, 285 km söder om huvudstaden Seoul.